# General Atomics Avenger
General Atomics Avenger (prej Predator C) je reaktivno brezpilotno bojno letalo, ki ga trenutno razvija General Atomics Aeronautical Systems za Ameriško vojsko. Avenger deloma uporablja stealth - tehnologijo manjše radarske opaznosti. Opremljen je tudi s SAR radarjem (Synthetic aperture radar) in optičnim namerilnijm sistemom EOTS.
Za razliko od MQ-1 Predator in MQ-9 Reaper (Predator B), Avenger uporablja reaktivni turboventilatorski motor. Avenger bo uporabljal isto zemeljsko opremo in podatkovne povezave kot MQ-1 in MQ-9. 
Prvi let je bil 4. aprila 2009.

## Specifikacije (Avenger prototip 1)
Podatki iz 
Splošne značilnosti
- Posadka: 2 (na zemlji)
- Dolžina: 41 ft (12 m)
- Razpon kril: 66 ft (20 m) naklon krila 17°
- Pogon letala: 1 × Pratt & Whitney Canada PW545B turbofan, 3.991 lbf (17,75 kN) potisk motorjev  [7]

Zmogljivost
- Maks. hitrost: 460 mph; 741 km/h (400 kn)
- Trajanje leta: 20 ur
- Višina leta (servisna): 60.000 ft (18.288 m) operativna višina

Oborožitev

- Notranji prostori za bombe s kapaciteto 3.000 lb (1.400 kg). Možna oborožitev z AGM-114 Hellfire, GBU-24 Paveway III, GBU-31 in BU-38 JDAM

Letalska elektronika

- Lynx SAR
- AESA Wide-area surveillance sensor

## Specifikacije (Avenger (prototip 2)
Podatki iz 
Splošne značilnosti
- Posadka: 2 (na zemlji)
- Dolžina: 44 ft (13 m)
- Razpon kril: 66 ft (20 m) 17° naklon krila
- Maks. vzletna teža: 18.200 lb (8.255 kg)
- Kapaciteta goriva: 7.900 lb (3.600 kg)
- Pogon letala: 1 × Pratt & Whitney Canada PW545B turbofan, 3.991 lbf (17,75 kN) potisk motorjev  [9]

Zmogljivost
- Maks. hitrost: 460 mph (740 km/h; 400 kn)
- Potovalna hitrost: 402 mph (349 kn; 647 km/h)
- Trajanje leta: 18 ur
- Višina leta (servisna): 50.000 ft (15.240 m)

Oborožitev

Notranji prostori za bombe s kapaciteto 3.500 lb (1.600 kg) in šest zunanjih nosilcev. Skupni tovor 6.500 lb (2.900 kg) 
- AGM-114P Hellfire rakete
- GBU-39 SDB - 250 lb bombe
- GBU-12 Paveway II, GBU-38 JDAM - 500 lb bombe
- GBU-16 Paveway II, GBU-32 JDAM - 1000 lb bombe
- GBU-31 JDAM - 2000 lb bombe

Letalska elektronika

- Lynx SAR
- AESA Wide-area surveillance sensor